# Marie de Magdala (Filippino Lippi)
Marie de Magdala est une peinture à l'huile sur bois mesurant 133 × 38 cm datant de 1500 environ et réalisée par Filippino Lippi. Elle est conservée à la Galleria dell'Accademia de Florence. 